# Cuarto álbum de estudio de Stacie Orrico
El cuarto álbum de estudio de la cantante estadounidense Stacie Orrico, está previsto que sea lanzado en 2016 por Red Light Management, lo que marcará el primer lanzamiento de la cantante bajo dicho sello, luego de que su etiqueta de siempre, Virgin Records, se disolviera en 2007. Aún no se ha revelado el nombre oficial de este álbum aunque se presume que su nombre puede ser Time Changes.

## Antecedentes
Después de un largo descanso de la vista del público, Orrico encabezó el concierto QB Goes en vivo el 15 de marzo de 2008 en Camboya. Orrico también apareció en el Festival Singfest en Singapur. Llevó a cabo una breve gira por Japón en julio de 2008 en Tokio, Osaka y Fukuoka. Orrico colaboró con el productor y compositor Toby Gad y Onree Gill en 2008.
En 2009, estaba de vuelta en el estudio con Brandon Beal y Cannon Mapp para grabar su próximo álbum en cuarto. Uno de los temas que grabó fue "Light Years", que al parecer iba a incluirse en su próximo álbum. Más tarde, decide no incluir la canción en dicho álbum y esta fue regrabada por la artista albana Kristine Elezaj en 2010. En 2010, ella coescribió una canción Fantasia Barrino, "I Can't Be Without You" de su tercer álbum de estudio Back to Me. Al final la canción no logra queda en el corte principal de álbum.
Orrico ha planeado su regreso desde hace varias años. Ella publicó un video en su cuenta de YouTube el 7 de octubre de 2013, explicando dónde ha estado viviendo durante los últimos siete años, y lo que la gente puede esperar de su regreso. En este vídeo habla acerca de sus últimos años viviendo en la ciudad de Nueva York, sus estudios en actuación y literatura femenina y su esperado retorno a la música. De acuerdo a su cuenta de YouTube está trabajando en un disco de R&B para 2016. Su regreso oficial se da el 6 de noviembre de 2013 vía Stageit.com.

## Producción
Durante la grabación del álbum, trabajó con una variedad de colaboradores para el álbum, incluyendo a los productores para Allen Stone, Hal Linton, Gabe Cummins, y The Lion's.

## Lista de canciones
Aunque aún no se revela el primer single de este álbum ni las canciones oficiales que contendrá, se puede deducir que serán las canciones interpretadas por la cantante en su concierto vía Stageit:
1. "Opposites"
2. "I Will Rest"
3. "Light Years Apart (Million Miles Away)"
4. "What A Day For A Day Dream (Con Dean Orrico)"
5. "Surrender (Duo con Anna Slade)"
6. "Across The Border"
7. "I Slept Alone Last Night"
8. "Free Falling (Don't Let Me Down)"
9. "Ain't Goin' Nowhere"
10. "Catch Me If You Can (duo con The Gabe Cummins Orchesta)"